# Éclaireurs français en Grande-Bretagne
Les Éclaireurs français en Grande-Bretagne (EFGB) furent l'organisation scoute interconfessionnelle (catholiques, neutres, protestants, israélites) de la France libre qui existât en Grande-Bretagne entre 1940 et 1943. Ils regroupaient les jeunes dont la famille était ralliée à la France Libre ou des jeunes des clans militaires des unités de la France libre.

## Histoire

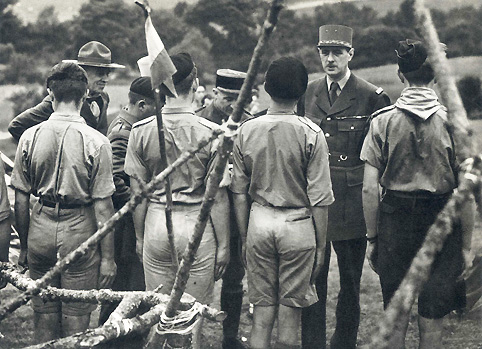
De Gaulle visitant le camp des EFGB à Brynbach en 1940. À gauche, avec un chapeau à quatre bosses, Percy Everett, collaborateur de Baden-Powell ; au centre, avec un képi, le capitaine Lescure, commandant du camp de Brynbach.

### Origine
Les Éclaireurs français en Grande-Bretagne (EFGB) furent créés à Londres en juillet 1940 à l'initiative d'Alfred Renou, ressortissant suisse installé à Londres, chef de la troupe des Éclaireurs unionistes de France de Londres avant-guerre. 
Dès le 25 juillet 1940, il sollicita l'accord de De Gaulle pour en prendre la présidence d'honneur. Celui-ci accepta dès le 14 août 1940. 
Il nomma le capitaine de vaisseau Roger Wietzel, sous-chef d'état major des Forces navales françaises libres (FNFL), commissaire fédéral des EFGB. Début 1943, le médecin-général Adolphe Sicé, inspecteur général des services sanitaires et sociaux de la France libre, Compagnon de la Libération, lui succéda.
La France Libre détachera trois permanents au quartier général des  EFGB : le sergent Émile Delahousse, issu des Scouts de France, l'adjudant André Schneider, issu des Éclaireurs unionistes de France et le sergent Gladys Arrowsmith, issue de la Fédération française des éclaireuses, secrétaire du Corps des Volontaires françaises.

### Développement
- Les Éclaireurs français en Grande-Bretagne sont 50 en 1941, 350 en 1942 et 500 en 1943. Leur première assemblée générale se tient à Londres le 24 janvier 1942. Le général De Gaulle y fait lire un message. L'effectif indiqué lors de cette manifestation est de 244 garçons et 102 filles. Le lycée français de Londres fournit une partie des effectifs.

- Le général De Gaulle assistera à une manifestation en l'honneur de Baden-Powell lors de la seconde assemblée générale des EFGB le 29 janvier 1943, toujours à Londres. À cette occasion, il rencontre Lady Olave Baden-Powell, revenue du Kenya en septembre 1942.

- Les Éclaireurs français en Grande-Bretagne sont en liaison étroite avec le Bureau international du scoutisme. Celui-ci s'occupe attentivement des associations scoutes en exil en Grande-Bretagne : scouts belges, néerlandais, luxembourgeois, français, norvégiens, polonais, tchécoslovaques. Le Bureau international du scoutisme a œuvré au regroupement des scouts de chaque pays en une association unique par pays, quelles que soient les différences religieuses (cas des Français) ou linguistiques (cas des Belges). Des conférences mensuelles confidentielles réunissent le Bureau international et ces associations en exil.

- En mars 1943, les Éclaireurs français en Grande-Bretagne (EFGB) fusionnent avec le Conseil d'Empire du Scoutisme Français pour former la Fédération du scoutisme Français-Organe provisoire de liaison. Celle-ci publiera à Londres la revue Les Tisons.

- De nombreuses activités des Éclaireurs français en Grande-Bretagne (EFGB) sont organisées avec d'autres scouts en exil en Grande-Bretagne. À l'été 1941, des scouts français, belges, polonais et tchécoslovaques campent ensemble à Penrith et aident les fermiers britanniques. Le quotidien The Times du 2 septembre 1941 en rend compte avec plusieurs photos sous le titre « Free French Scouts in camp ».

## Loi et promesse

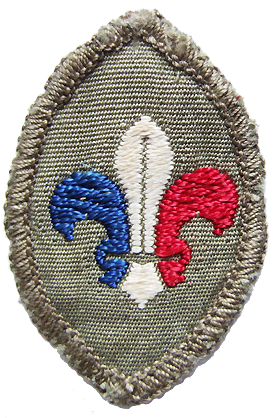
Insigne des EFGB

### Loi
- Un éclaireur n'a qu'une parole ;
- Un éclaireur est loyal et chevaleresque ;
- Un éclaireur se rend utile ;
- Un éclaireur est l'ami de tout le monde et le frère de tous les autres éclaireurs ;
- Un éclaireur est courtois ;
- Un éclaireur est bon pour les animaux ;
- Un éclaireur est discipliné, il ne fait rien à moitié ;
- Un éclaireur est toujours de bonne humeur ;
- Un éclaireur est courageux, travailleur et économe ;
- Un éclaireur est propre dans son corps, dans ses pensées, ses paroles et ses actes.

### Promesse
Je promets sur mon honneur de faire tout mon possible pour :
- Servir Dieu, ma patrie, et être loyal au pays que j'habite.

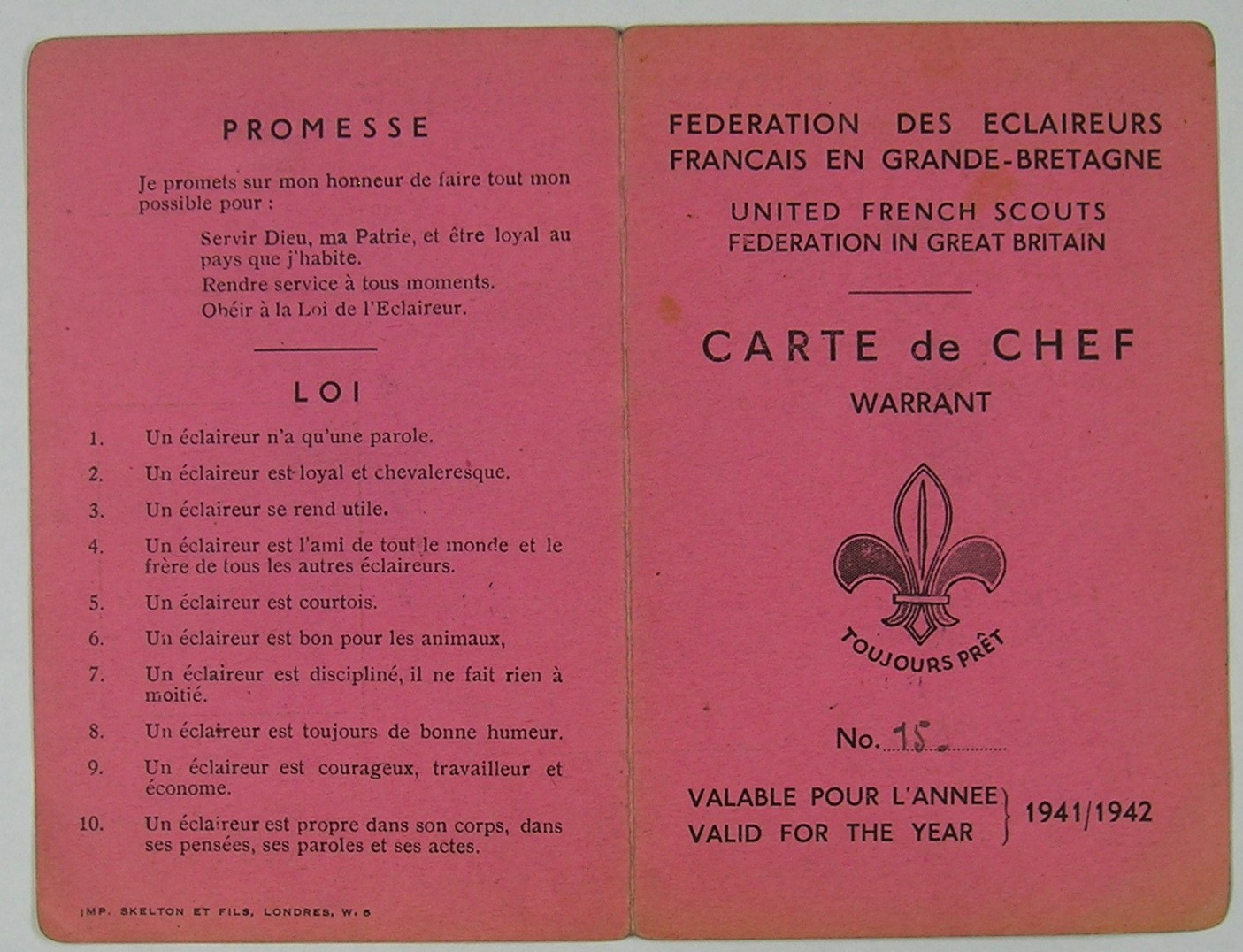
Carte de chef des EFGB

- Rendre service à tous moments.
- Obéir à la Loi de l'Éclaireur.

## Uniforme
- L'uniforme se composait d’un pantalon ou d’une jupe bleu, d’une chemise grise et d’un foulard tricolore bleu, blanc, rouge.
- L'insigne du mouvement était une fleur-de-lys bleu, blanc, rouge, déclinée en insigne métallique émaillé et en insigne brodé.

## Légion des jeunes volontaires français
Une autre initiative de la France Libre en direction des jeunes est souvent confondue avec les Éclaireurs français en Grande-Bretagne. Il s'agit de la création à l'été 1940 de la Légion des jeunes volontaires français, destinée à regrouper les jeunes de 16 à 18 ans ayant rejoint la  France Libre. 
Elle donnera naissance à l'École des cadets de la France libre qui formera plusieurs promotions d'officiers de la France Libre. La confusion vient du fait que ces jeunes étaient équipés d'uniformes scouts prêtés par la Boy Scouts Association qui avait mis à leur disposition son camp de Brynbach au Pays de Galles. 
De Gaulle inspectera le camp de la Légion des jeunes volontaires français le 26 août 1940 en compagnie de Percy Everett, un des proches collaborateurs de Baden-Powell.

## Publications

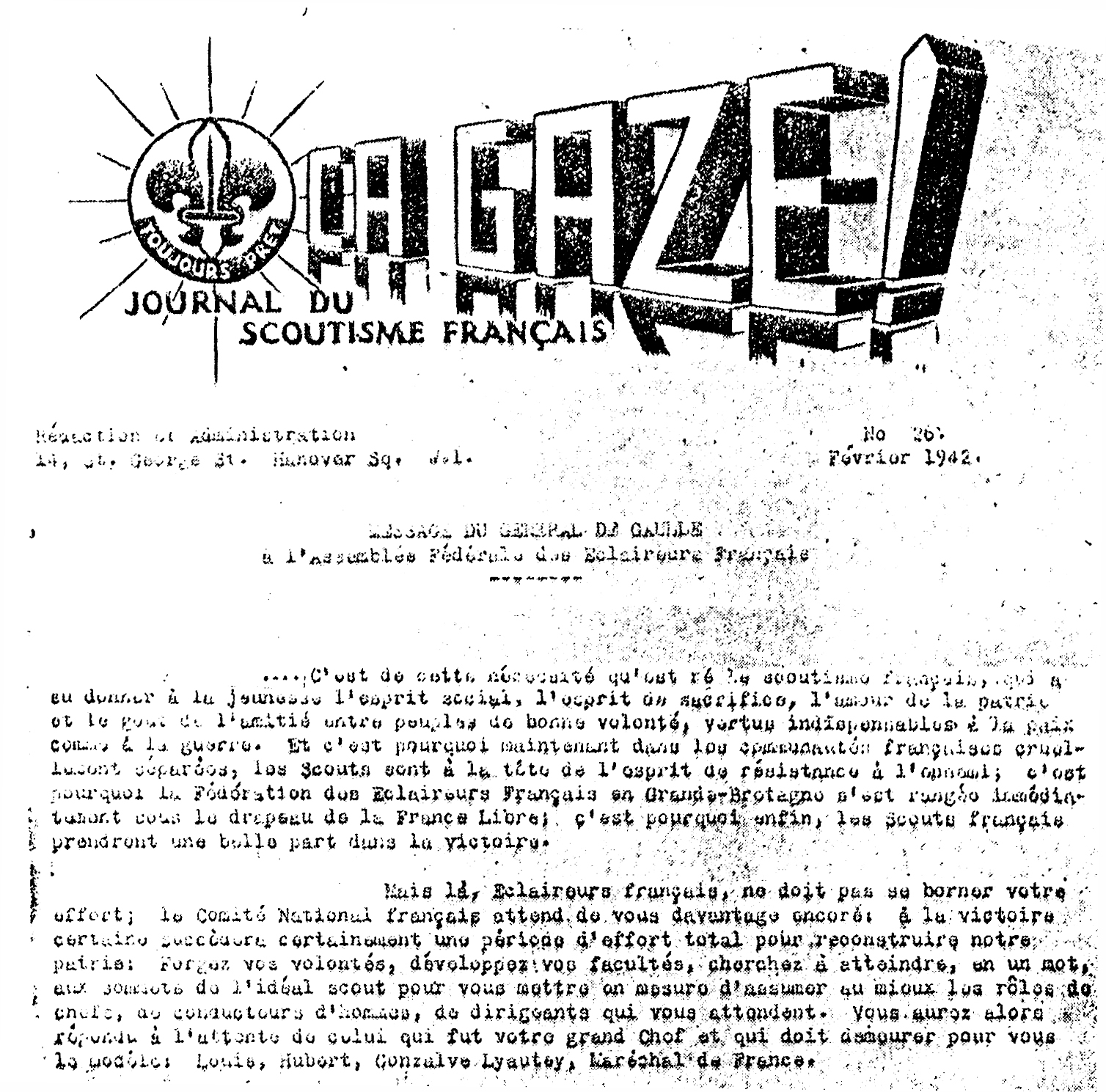
N°26 de février 1942 de Ça gaze, le journal des EFGB, qui publie un message de de Gaulle aux EFGB.

- Ça Gaze pour les éclaireuses et éclaireurs, qui devient en 1944 "Toujours Prêts" ;
- Grand Largue pour les routiers.
- Entre chefs pour les cadres.

Les EFGB publieront plusieurs livres financées par les scouts de Toronto (Canada) : 
- une réédition de Éclaireurs en mars 1942
- le chansonnier Le Troubadour en mars 1943
- le Manuel de l’éclaireur en février 1944